# ألكسندر أرندت
ألكسندر أرندت (بالبولندية: Aleksander Arendt)‏ هو سياسي بولندي، ولد في 6 ديسمبر 1912، وتوفي في 2002.